# Сонцевик адмірал
Сонцевик адмірал (Vanessa atalanta) — метелик з родини сонцевики.

## Опис
Крила темно-бурі, оксамитові, майже чорні, іноді з голубуватим полиском. Вершина переднього крила чорна, з однією великою й кількома дрібними білими плямами. Через крило проходить червоно-руда перепаска. Заднє крило зверху темно-буре, з червоно-рудою крайовою стрічкою, на якій вирізняється рядок трикутних чи півмісячних темних плям. Розмах крил до 5—6 см. Статевий диморфізм невиразний.

## Спосіб життя

### Життєвий цикл
Гусениці цього виду живуть на кропиві або помурах (Parietaria) у «пакетах» з листя, які вони створюють за допомогою павутиння. Заляльковування також відбувається в згорнутих листках. Зимує на стадії імаго. В південній частині ареалу дає до два-три покоління за рік. Виліт відбувається навесні (після зимівлі) та в липні — вересні. Щороку мігрує з півночі на південь в субтропічну зону.

### Місце проживання
Лісові узлісся, галявини, узбіччя доріг, луки, береги річок тощо. Часто спостерігається в антропогенних біотопах. У горах зустрічається до нівального поясу (2500 — 2700 м над рівнем моря).

## Поширення
Зустрічається по всій Європі та в помірних широтах Азії, Північна Африка, острови Атлантичного океану, північ Америки, Гватемала, Гаїті, Нова Зеландія. Вид схильний до динамічних коливань чисельності і в окремі роки спостерігається у вельми великій кількості. Є активним мігрантом. Популяції в лісовому поясі частково, а на півночі ареалу цілком поповнюються перелітними особинами з півдня.

## Галерея

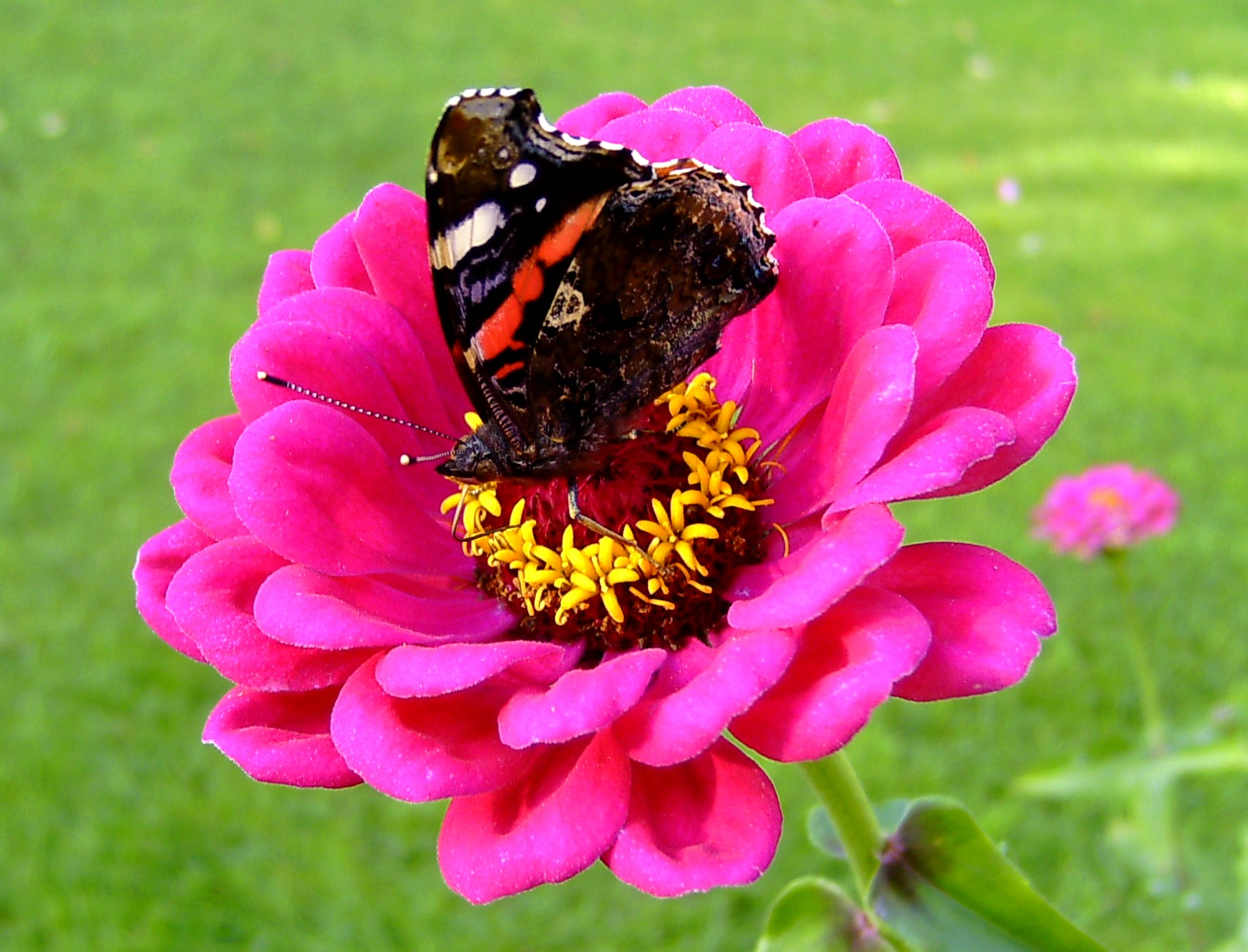
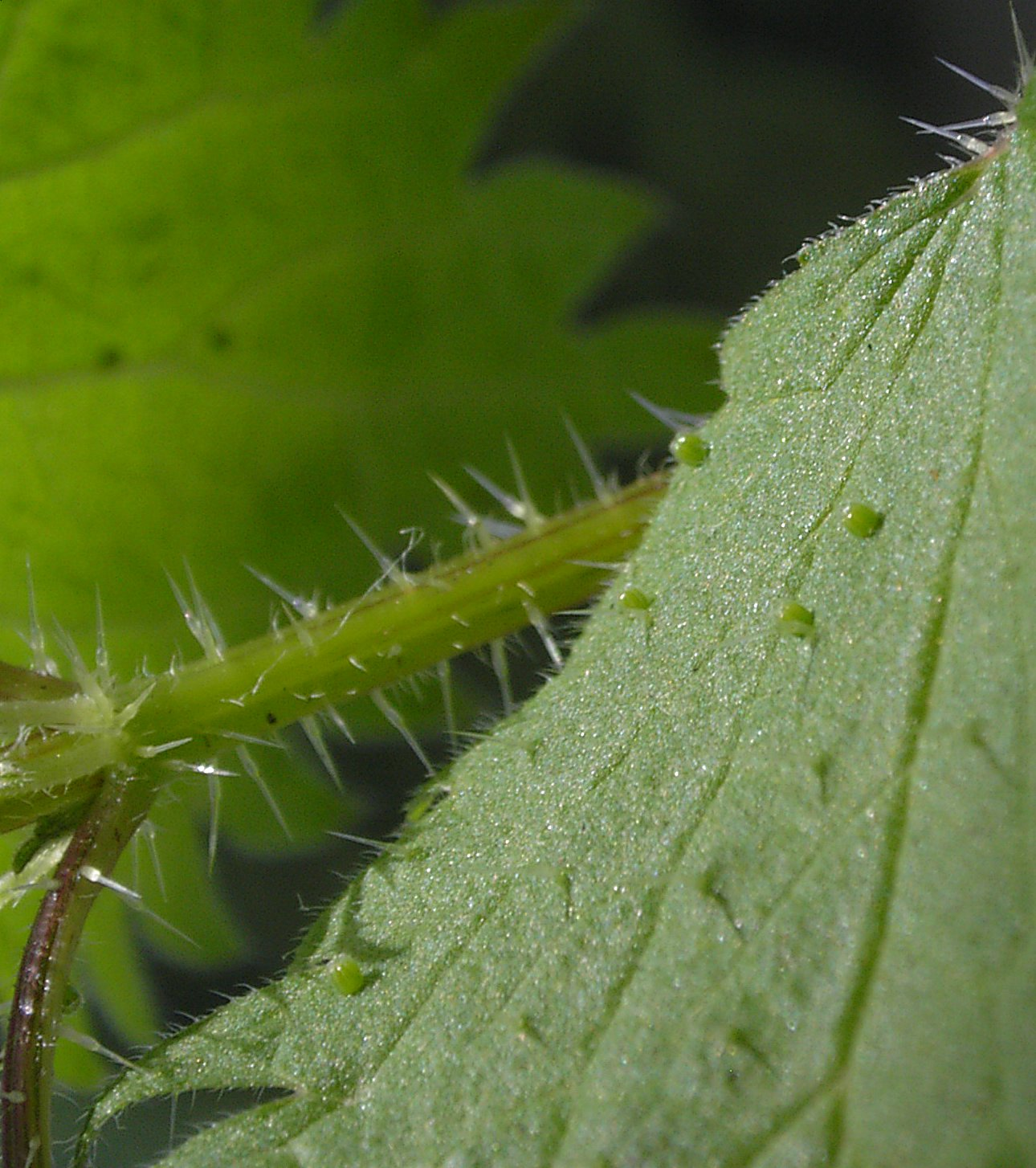
Яйця
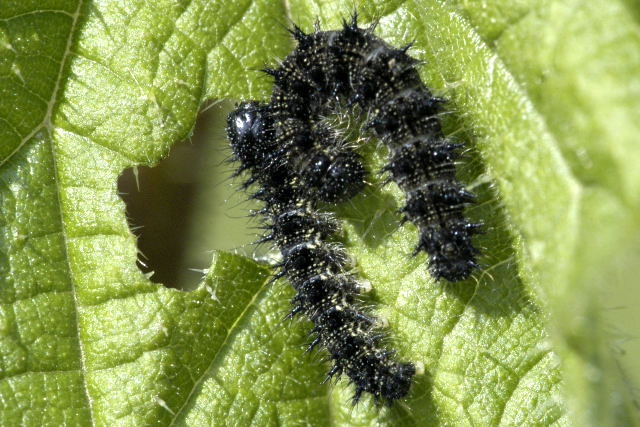
Молода гусінь
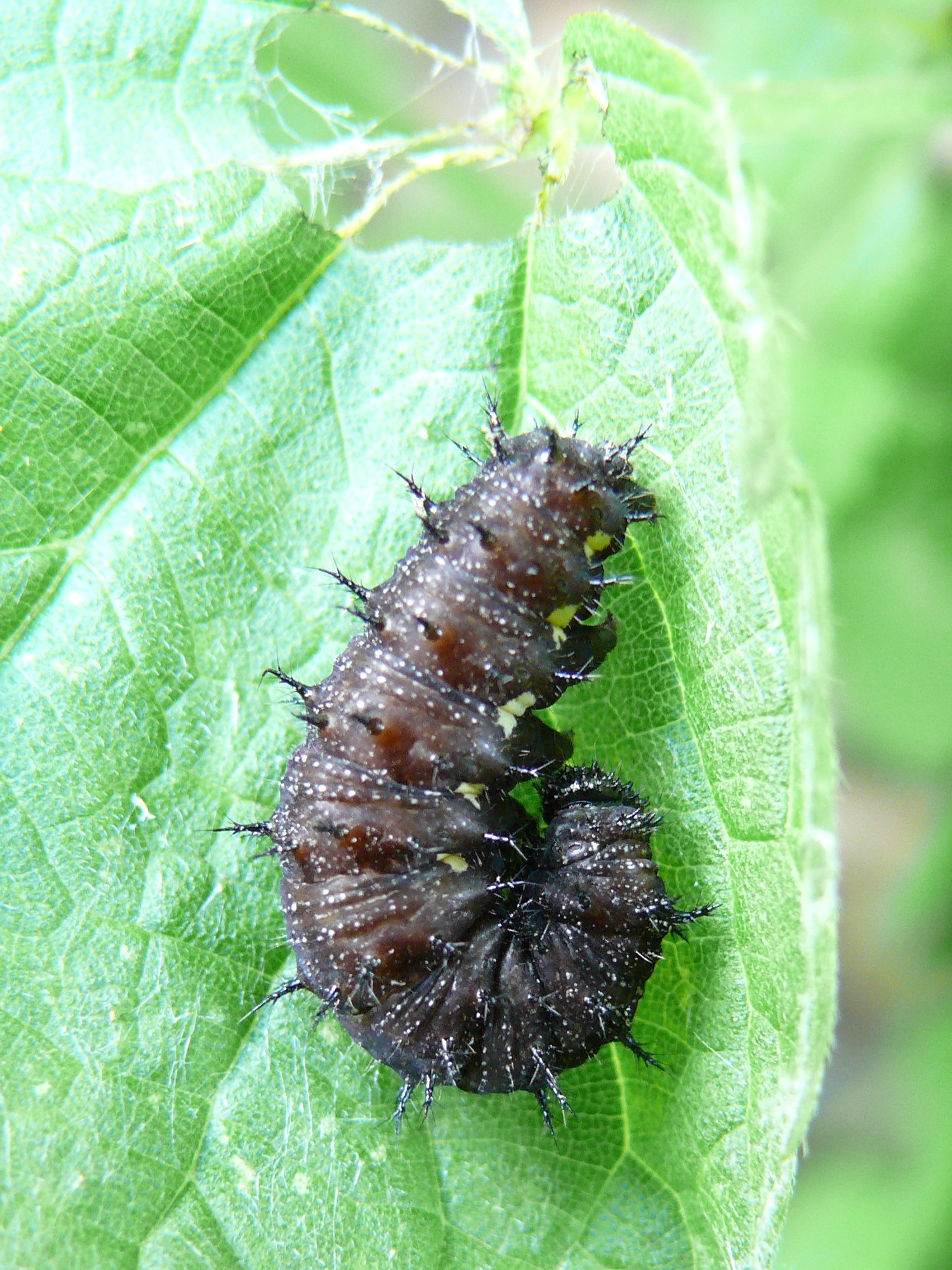
Стара гусінь
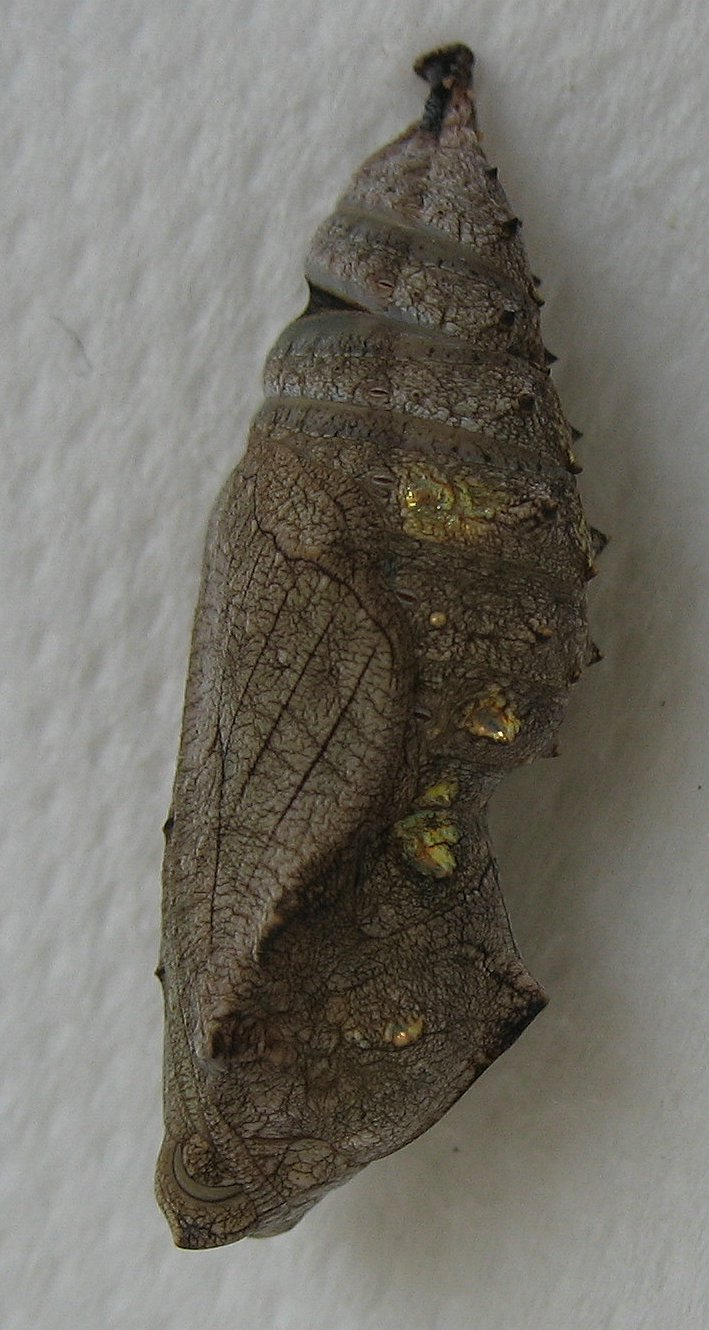
Лялечка

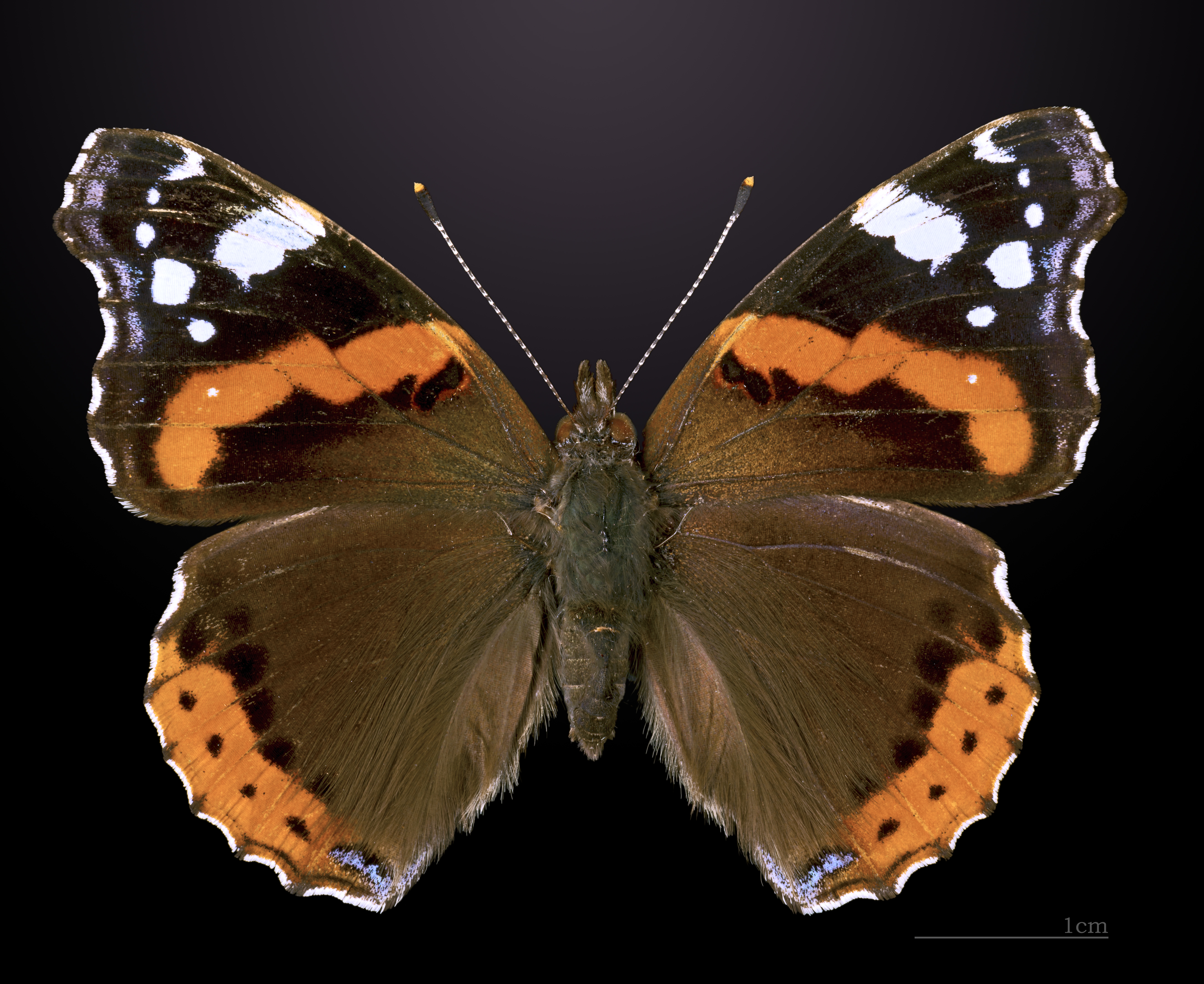
Vanessa atalanta
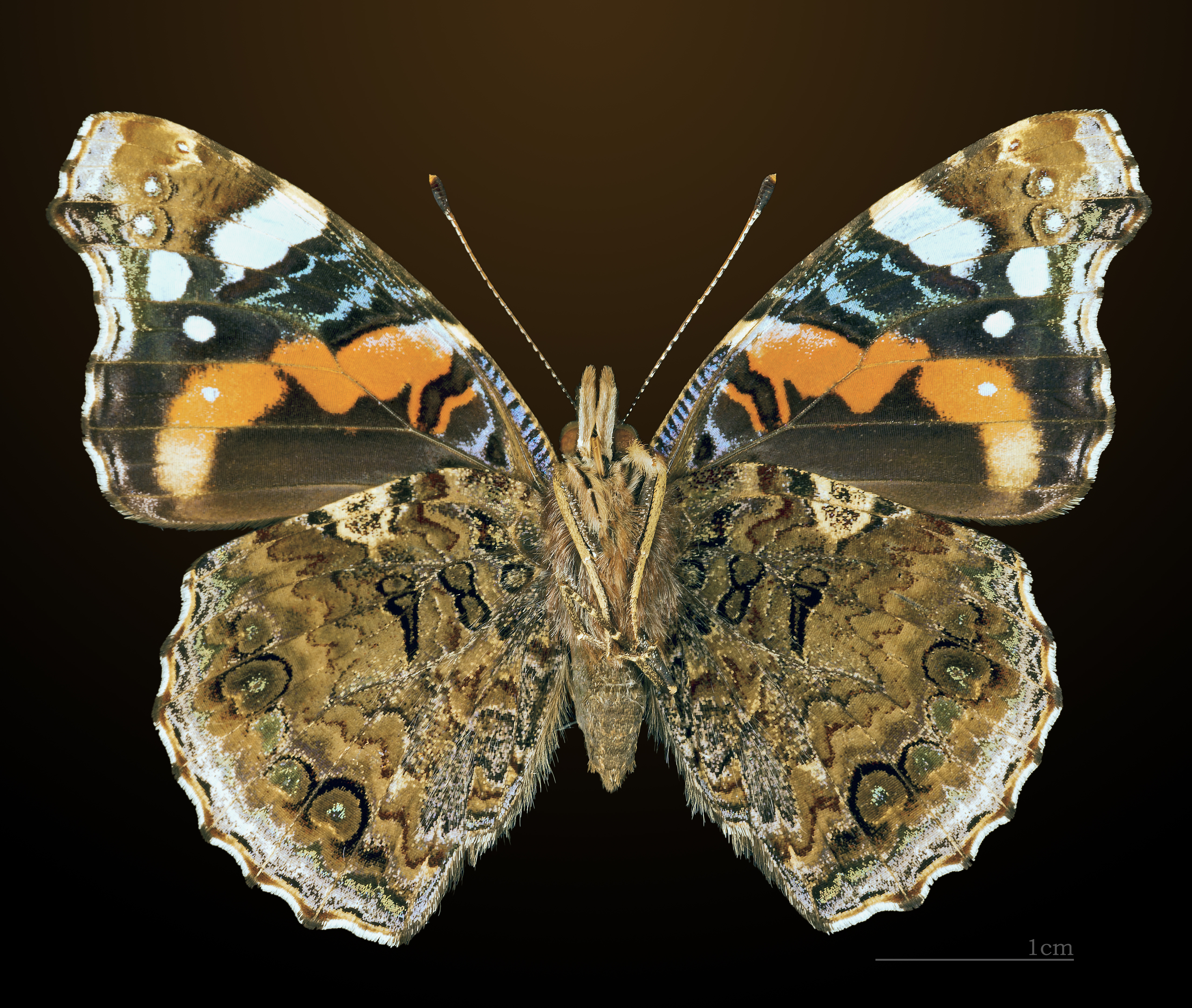
Vanessa atalanta △